# Blestjärnen
Blestjärnen är en sjö i Strömsunds kommun i Ångermanland och ingår i Ångermanälvens huvudavrinningsområde.